# اس‌اس آمریکا (۱۹۰۰)
اس‌اس آمریکا (۱۹۰۰) (به انگلیسی: SS American (1900)) یک کشتی است که طول آن ۴۳۰ فوت ۱ اینچ (۱۳۱٫۰۹ متر) می‌باشد. این کشتی در سال ۱۹۰۰ ساخته شد.